# Lophodytes cucullatus
Lo smergo dal ciuffo, smergo monaco o smergo dal cappuccio (Lophodytes cucullatus, Linnaeus 1758) è una piccola anatra, unico membro del genere Lophodytes (Reichenbach, 1853).

## Descrizione
Gli smerghi dal ciuffo hanno una cresta sul retro della testa, che può essere espansa o contratta. Nei maschi adulti, questa cresta ha una grande macchia bianca, la testa è nera e i fianchi sono bruno rossastri. La femmina adulta ha una cresta rossastra e la maggior parte del resto della testa e del corpo è bruno-grigiastra. Lo smergo crestato ha il becco a sega, ma non viene classificato tra gli smerghi veri e propri.

## Habitat e diffusione
Il loro habitat di nidificazione sono le paludi e gli stagni forestali della metà settentrionale degli Stati Uniti o del Canada meridionale. Preferiscono nidificare nelle cavità degli alberi vicini all'acqua, ma, se disponibili e non occupate, possono usare anche le scatole di nidificazione per le anatre di bosco. Agli inizi dell'inverno formano delle coppie.
Gli smerghi crestati sono migratori sulle brevi distanze e svernano negli Stati Uniti in tutti quei luoghi in cui le temperature invernali permettono di mantenere liberi dal ghiaccio stagni, laghi e fiumi. Sebbene siano apparsi in Europa come visitatori occasionali, questa specie appariscente è così comune nelle collezioni che solamente un uccello inanellato potrebbe essere accettato come un vero visitatore e non come un uccello fuggito da uno di queste.

## Alimentazione
Si nutrono immergendosi e nuotando sott'acqua alla ricerca di piccoli pesci, crostacei e insetti acquatici.

## Specie fossili
Una specie di anatra fossile proveniente dal Pleistocene superiore di Vero Beach, Florida, venne descritta come Querquedula floridana (un genere incluso attualmente in Anas), ma quando venne riesaminata con maggior attenzione si scoprì che era una specie strettamente imparentata con lo smergo dal ciuffo; attualmente è chiamata Lophodytes floridanus, ma l'esatta relazione tra questo uccello e la specie moderna è sconosciuta.

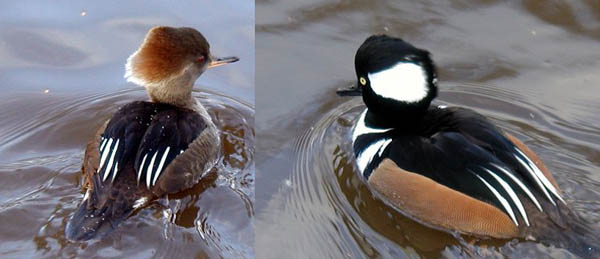
Smerghi crestati, maschio a destra e femmina a sinistra
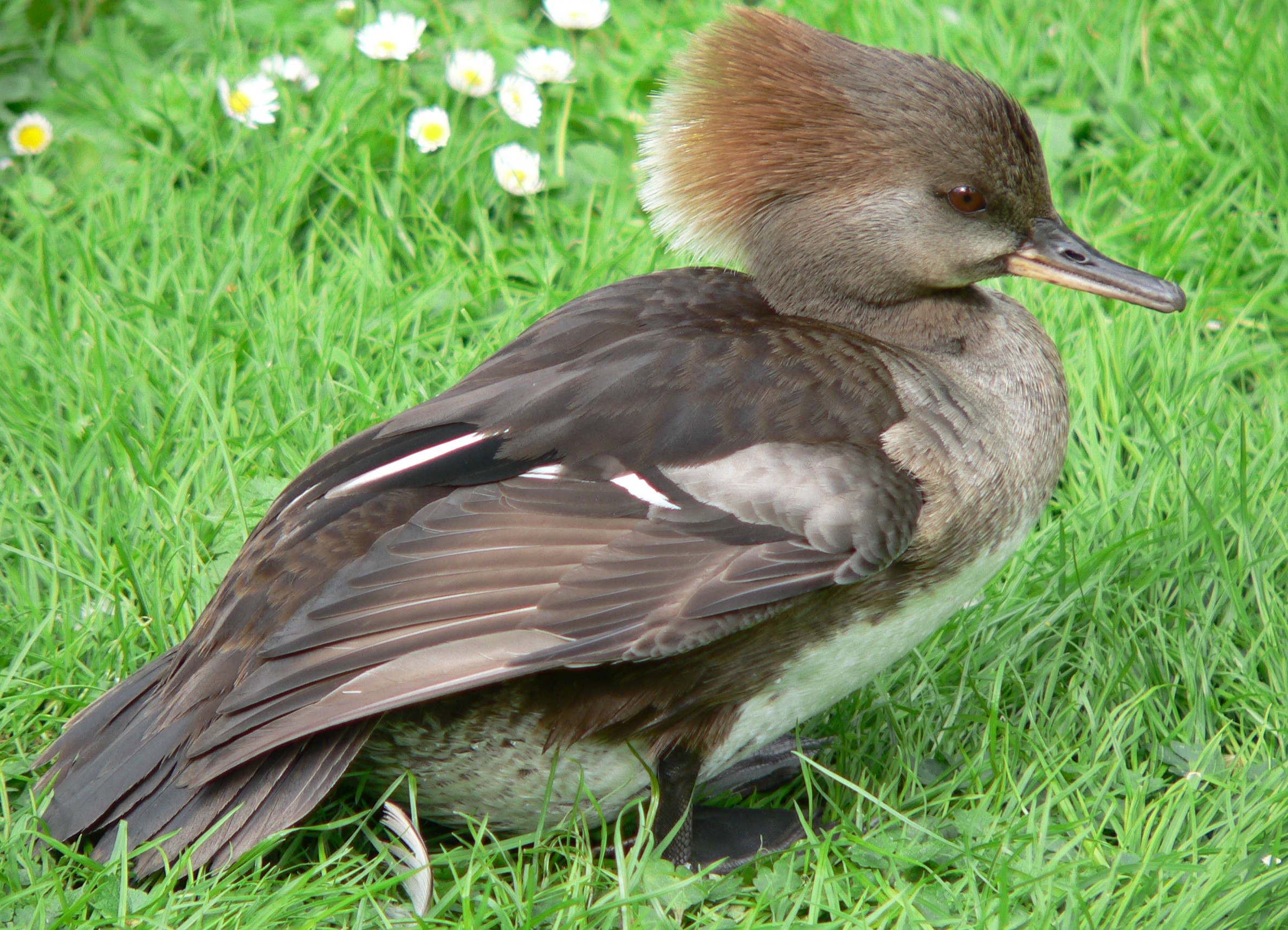
Femmina di smergo crestato
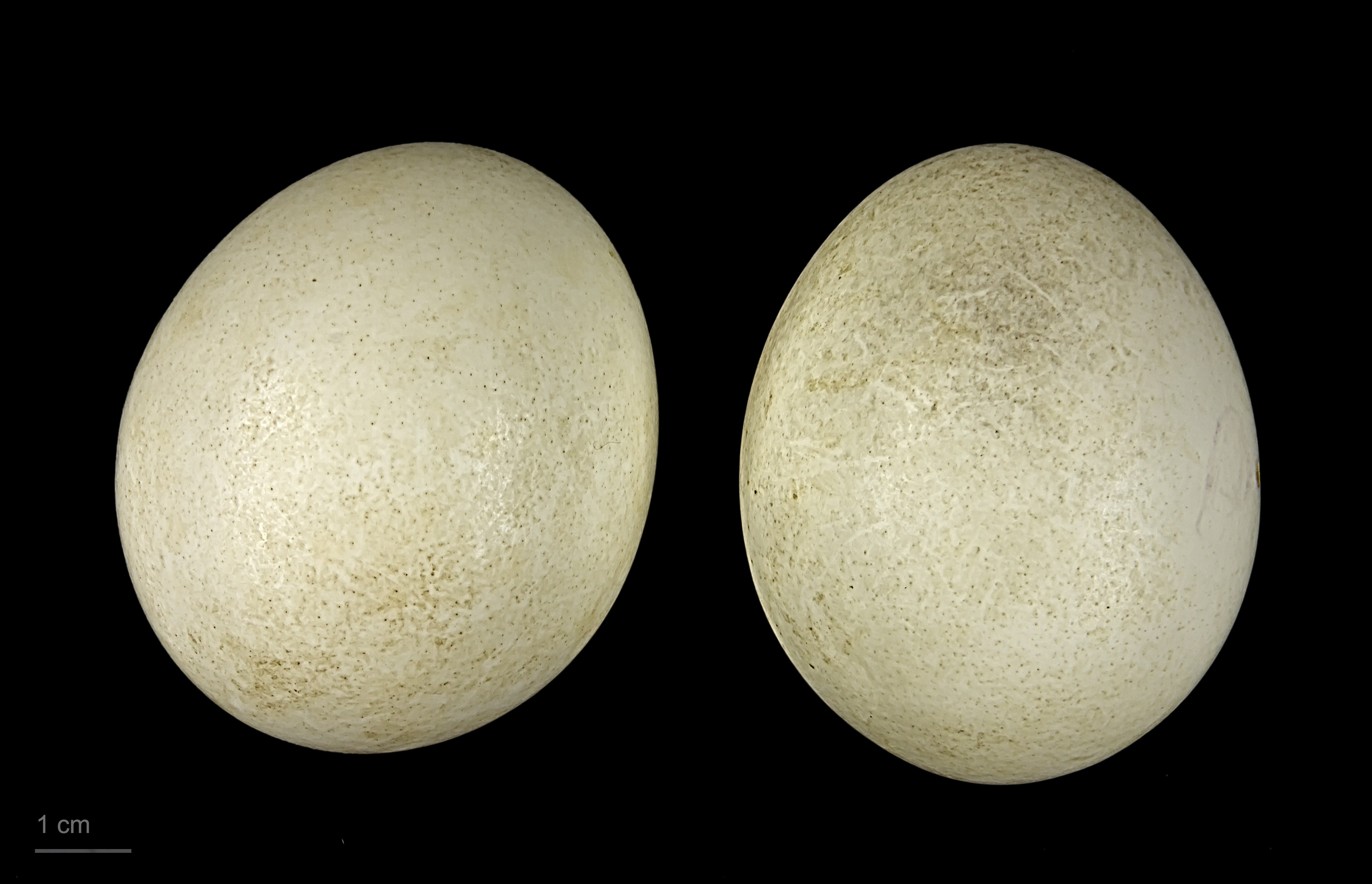
Museum specimen
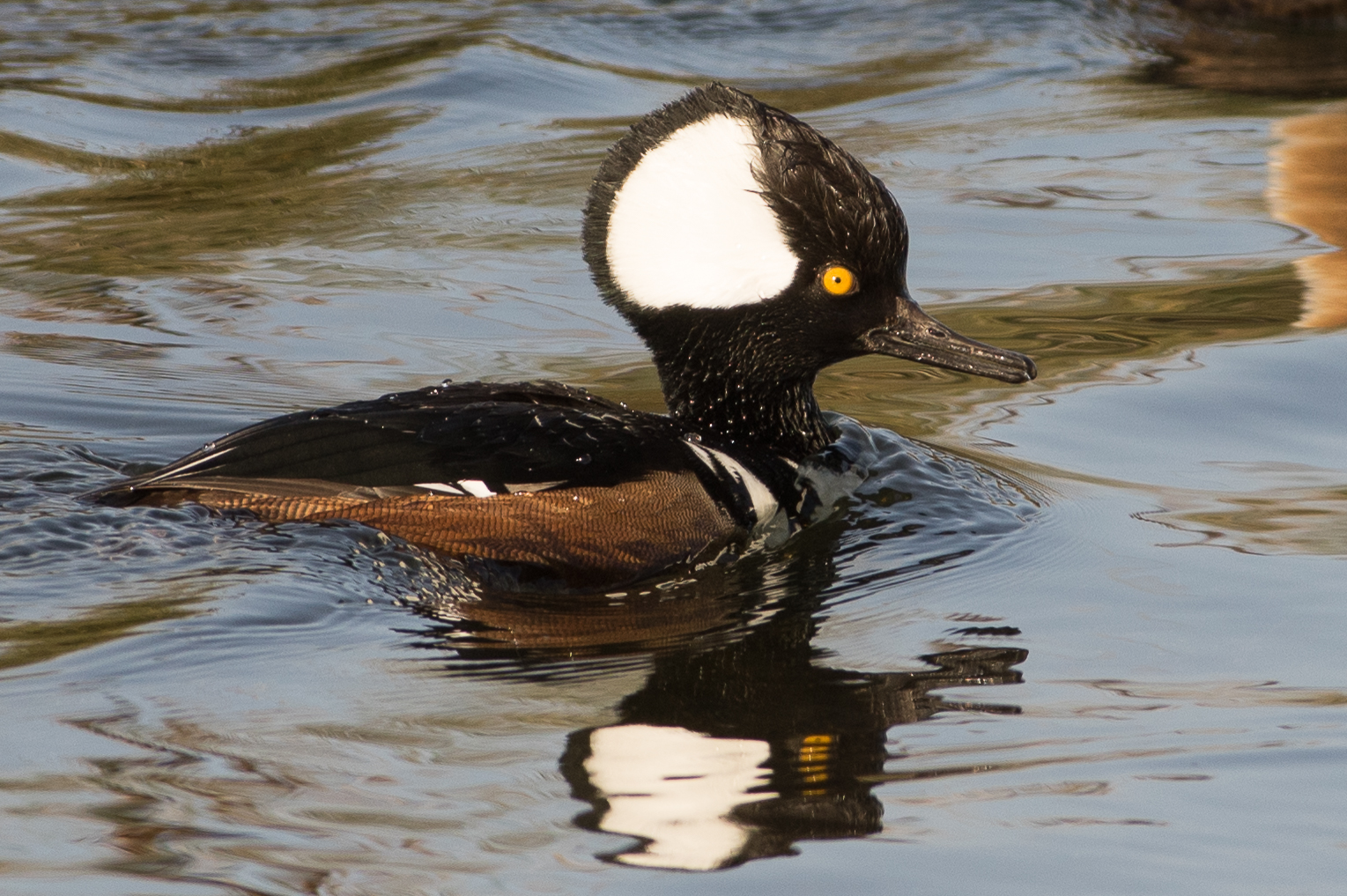
maschio